# Dricourt
Dricourt és un municipi francès situat al departament de les Ardenes i a la regió del Gran Est. L'any 2007 tenia 85 habitants.

## Demografia

### Població
El 2007 la població de fet de Dricourt era de 85 persones. Hi havia 32 famílies de les quals 8 eren unipersonals (8 dones vivint soles i 8 dones vivint soles), 4 parelles sense fills, 16 parelles amb fills i 4 famílies monoparentals amb fills.
La població ha evolucionat segons el següent gràfic:
Habitants censats

### Habitatges
El 2007 hi havia 35 habitatges, 30 eren l'habitatge principal de la família i 5 estaven desocupats. Tots els 35 habitatges eren cases. Dels 30 habitatges principals, 24 estaven ocupats pels seus propietaris, 4 estaven llogats i ocupats pels llogaters i 2 estaven cedits a títol gratuït; 1 tenia tres cambres, 8 en tenien quatre i 21 en tenien cinc o més. 19 habitatges disposaven pel capbaix d'una plaça de pàrquing. A 19 habitatges hi havia un automòbil i a 8 n'hi havia dos o més.

### Piràmide de població
La piràmide de població per edats i sexe el 2009 era:
| Homes | Edats   | Dones |
| ----- | ------- | ----- |
| 0     | 95 o +  | 0     |
| 0     | 90 a 94 | 0     |
| 0     | 85 a 89 | 0     |
| 0     | 80 a 84 | 0     |
| 0     | 75 a 79 | 0     |
| 0     | 70 a 74 | 4     |
| 4     | 65 a 69 | 4     |
| 0     | 60 a 64 | 0     |
| 0     | 55 a 59 | 4     |
| 0     | 50 a 54 | 0     |
| 12    | 45 a 49 | 0     |
| 0     | 40 a 44 | 8     |
| 0     | 35 a 39 | 0     |
| 8     | 30 a 34 | 4     |
| 0     | 25 a 29 | 0     |
| 8     | 20 a 24 | 8     |
| 4     | 15 a 19 | 0     |
| 0     | 10 a 14 | 4     |
| 0     | 5 a 9   | 0     |
| 16    | 0 a 4   | 0     |

## Economia
El 2007 la població en edat de treballar era de 58 persones, 40 eren actives i 18 eren inactives. De les 40 persones actives 34 estaven ocupades (21 homes i 13 dones) i 6 estaven aturades (3 homes i 3 dones). De les 18 persones inactives 1 estava jubilada, 2 estaven estudiant i 15 estaven classificades com a «altres inactius».
Activitats econòmiques
Dels 2 establiments que hi havia el 2007, 1 era d'una empresa de comerç i reparació d'automòbils i 1 d'una empresa de transport.
L'any 2000 a Dricourt hi havia 5 explotacions agrícoles.

## Poblacions més properes
El següent diagrama mostra les poblacions més properes.